# Karnsophis siantaris
Karnsophis siantaris is een slang uit de familie waterdrogadders (Homalopsidae).

## Naam en indeling
De wetenschappelijke naam van de soort werd voor het eerst voorgesteld door John C. Murphy en Harold Knight Voris in 2013. Het is de enige soort uit het monotypische geslacht Karnsophis, dat eveneens werd beschreven door Murphy en Voris in 2013. De geslachtsnaam Karnsophis is een eerbetoon aan de Daryl R. Karns.

## Verspreidingsgebied
De soort komt voor in delen van Azië en is endemisch in Indonesië, maar is alleen aan te treffen op het eiland Sumatra.